# Astropecten spinulosus
Astropecten spinulosus är en sjöstjärneart som först beskrevs av Philippi 1837.  Astropecten spinulosus ingår i släktet Astropecten och familjen kamsjöstjärnor. Inga underarter finns listade i Catalogue of Life.

## Bildgalleri

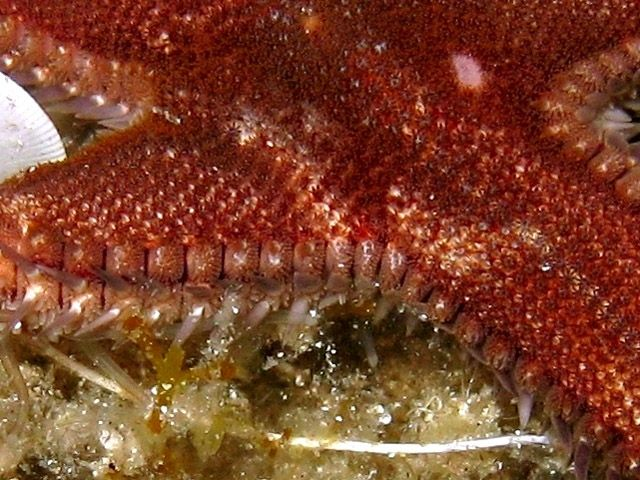
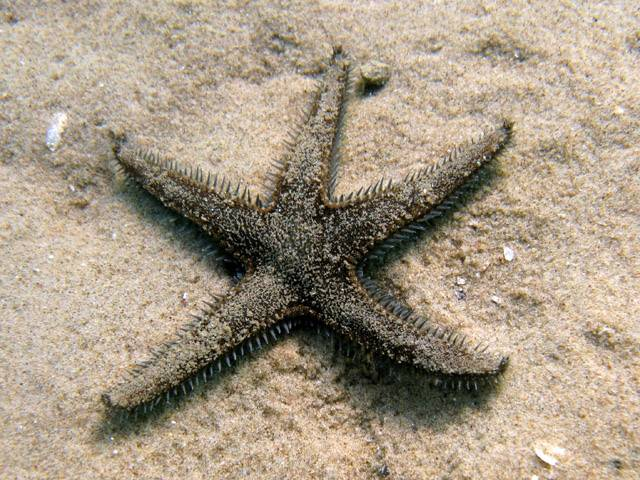
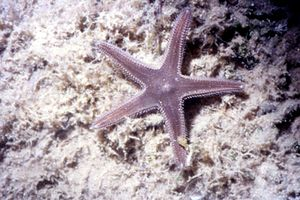